# Photoblepharon palpebratum
Photoblepharon palpebratum är en fiskart som först beskrevs av Boddaert, 1781.  Photoblepharon palpebratum ingår i släktet Photoblepharon och familjen Anomalopidae. Inga underarter finns listade i Catalogue of Life.